# 6817 Pest
A 6817 Pest (ideiglenes jelöléssel 1982 BP2) a Naprendszer kisbolygóövében található aszteroida. Antonín Mrkos fedezte fel 1982. január 20-án. Nevét Budapest keleti részéről, Pestről kapta.